# Крістіан (округ, Міссурі)
Шаблон:StateAbbr_ 36°58′ пн. ш. 93°11′ зх. д. / 36.97° пн. ш. 93.19° зх. д.
Округ Крістіан (англ. Christian County) — округ (графство) у штаті Міссурі, США. Ідентифікатор округу 29043.

## Історія
Округ утворений 1859 року.

## Демографія
За даними перепису
2000 року
загальне населення округу становило 54285 осіб, зокрема міського населення було 26617, а сільського — 27668.
Серед мешканців округу чоловіків було 26402, а жінок — 27883. В окрузі було 20425 домогосподарств, 15652 родин, які мешкали в 21827 будинках.
Середній розмір родини становив 3.
Віковий розподіл населення поданий у таблиці:
| Стать    | До 15 років | 15-21 | 22-29 | 30-39 | 40-49 | 50-65 | 65-85 | Понад 85 |
| -------- | ----------- | ----- | ----- | ----- | ----- | ----- | ----- | -------- |
| Чоловіки | 6422        | 2483  | 2862  | 4152  | 4058  | 3945  | 2300  | 180      |
| Жінки    | 6219        | 2469  | 3099  | 4450  | 4267  | 4108  | 2829  | 442      |

## Суміжні округи
- Ґрін — північ
- Вебстер — північний схід
- Дуглас — схід
- Тейні — південь
- Стоун — південний захід
- Лоуренс — захід

## Виноски
1. ↑  U.S. Decennial Census. United States Census Bureau. Архів оригіналу за 26 квітня 2015. Процитовано 14 листопада 2014.
2. ↑  Historical Census Browser. University of Virginia Library. Архів оригіналу за 11 серпня 2012. Процитовано 14 листопада 2014.
3. ↑  Population of Counties by Decennial Census: 1900 to 1990. United States Census Bureau. Архів оригіналу за 3 грудня 2014. Процитовано 14 листопада 2014.
4. ↑  Census 2000 PHC-T-4. Ranking Tables for Counties: 1990 and 2000 (PDF). United States Census Bureau. Архів оригіналу (PDF) за 18 грудня 2014. Процитовано 14 листопада 2014.
5. ↑  State & County QuickFacts. United States Census Bureau. Архів оригіналу за 8 липня 2011. Процитовано 7 вересня 2013.(англ.) Наведено за англійською вікіпедією.
6. ↑  American FactFinder. Бюро перепису населення США. Архів оригіналу за 29 липня 2011. Процитовано 31 січня 2008.

| США | Це незавершена стаття з географії США. Ви можете допомогти проєкту, виправивши або дописавши її. |